# Чарівна лампа Аладдіна (фільм, 1966)
«Чарівна лампа Аладдіна» — радянський художній фільм-казка, знятий на Кіностудії ім. М. Горького в 1966 році за мотивами казки «Аладдін і чарівна лампа» зі збірки «Тисяча і одна ніч».

## Сюжет
У Багдаді з'являється злий магрибський чаклун. За допомогою магії він дізнається ім'я людини, здатної знайти чарівну лампу з ув'язненим в ній джином, який буде виконувати всі бажання господаря лампи. Ця людина — бідняк Аладдін, син Алі-аль-Маруфа. Магрибець хоче заволодіти чарівною лампою, але вона потрапляє в руки Аладдіна. Джин виконує бажання Аладдіна — зустрітися з царівною Будур. Чари допомагають подолати перешкоди, що стоять на шляху закоханих.

## У ролях
- Борис Бистров — Аладдін, син Алі-аль-Маруфа
- Додо Чоговадзе — царівна Будур
- Сарри Карриєв — Джинн (озвучував  Костянтин Ніколаєв)
- Андрій Файт — магрибець, Шамхун
- Отар Коберідзе — Султан
- Катерина Верулашвілі — мати Аладдіна
- Гусейнага Садигов — великий візир
- Георгій Мілляр — Наймудріший
- Отар Біланішвілі — нічний сторож
- Валентин Брилєєв — Мубарак, син візира
- Юрій Чекулаєв — Мустафа, начальник варти
- Борис Андреєв — епізод
- Яків Бєлєнький —  Наймудріший
- І. Вердін — епізод
- Еммануїл Геллер —  мудрець
- Микола Горлов —  придворний
- І. Гордній — епізод
- Володимир Маслацов —  Мулла
- З. Мустафін — епізод
- Петро Мухін — епізод
- Є. Пандул — епізод
- Семен Сафонов — епізод
- Борис Свєтлов — епізод
- Надія Семенцова — епізод

## Знімальна група
- Автори сценарію:  Віктор Виткович,  Григорій Ягдфельд
- Режисер-постановник:  Борис Рицарєв
- Оператори-постановники: Василь Дульцев,  Лев Рагозін
- Художники-постановники:  Анатолій Анфілов,  Костянтин Загорський
- Композитор:  Олексій Муравльов
- Звукооператор: Станіслав Гурін
- Режисер: В. Лосєв
- Художник по костюмах: Є. Горбачова
- Комбіновані зйомки:

художник: Ю. Миловський: оператор: В. Лозовський
- Оператори: М. Царькова, Ю. Милославський
- Монтаж: Г. Садовникова
- Грим: Т. Колосова
- Художник-бутафор: М. Кофман
- Асистенти:

режисера: Л. Пшенична, А. Локосов: оператора: В. Філімоніхін
- Консультант: кандидат історичних наук  Ірина Смілянська
- Редактор: І. Соловйова
- Державний Симфонічний оркестр кінематографії: диригент:  Арон Ройтман
- Директор картини: І. Морозов